# 1709

## أحداث
- تأسيس مدينة تايبيه وتقع حاليا في تايوان.
- 12 أكتوبر: تأسيس مدينة تشيهواهوا وتقع حاليا في المكسيك.
- 27 يونيو - بطرس الأكبر يقود القوات الروسية للانتصار على جيوش كارل الثاني عشر السويدي في معركة بولتافا حرب الشمال العظمى خلال في أوكرانيا الحالية، ما أنهى دور السويد كقوة عظمى في المنطقة.

عام 1709 تم تطوير آلة الهاربسيكورد البريطانيا في إيطاليا و سميت البيانو

## مواليد
- شيخ العرب همام
- إليزابيث من روسيا
- جان دومينيك مارالدي

## وفيات
- توكوغاوا تسونايوشي